# Bathyporeiapus bisetosuys
Bathyporeiapus bisetosuys är en kräftdjursart. Bathyporeiapus bisetosuys ingår i släktet Bathyporeiapus och familjen Haustoriidae. Inga underarter finns listade i Catalogue of Life.